# Asociación de Fútbol de Gibraltar
La Asociación de Fútbol de Gibraltar o también Gibraltar FA (GFA) es el organismo rector del fútbol en Gibraltar. Se fundó el 1 de mayo de 1895 como Gibraltar Civilian Football Association y en 1951 cambió su nombre a su actual denominación. Es una de las más antiguas asociaciones de fútbol del mundo. Está afiliada desde 1909 a la Asociación de Fútbol de Inglaterra. Desde 2013 es miembro de pleno derecho de la UEFA y desde 2016 de la FIFA.
Está a cargo de la Gibraltar Football League y de la selección asociativa.

## Historia

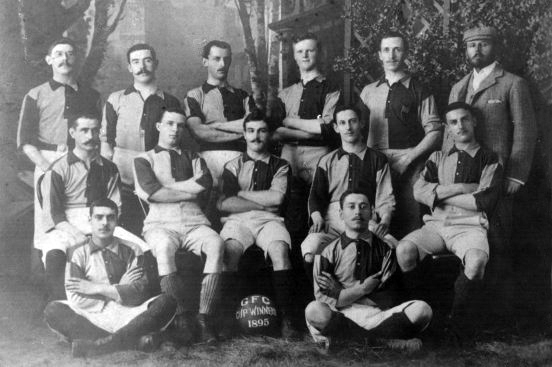
Gibraltar Football Club, equipo ganador de la Merchants Cup en 1895.

La Asociación de Fútbol de Gibraltar fue creada como consecuencia de la creación un número cada vez mayor de clubes de fútbol en Gibraltar y la intención de organizar los campeonatos. Desde la formación de la asociación hasta 1907 la única competición de fútbol en Gibraltar fue la Merchants Cup. En ese año se organizó la Gibraltar Football League para complementar la competición existente.
En 1901 la GFA estableció una representación del equipo asociativo para competir con equipos de militares ingleses y este equipo siguió funcionando a largo de los años. Probablemente su mejor resultado fue un empate ante el Real Madrid C. F. en 1949.

## Admisión de la FIFA

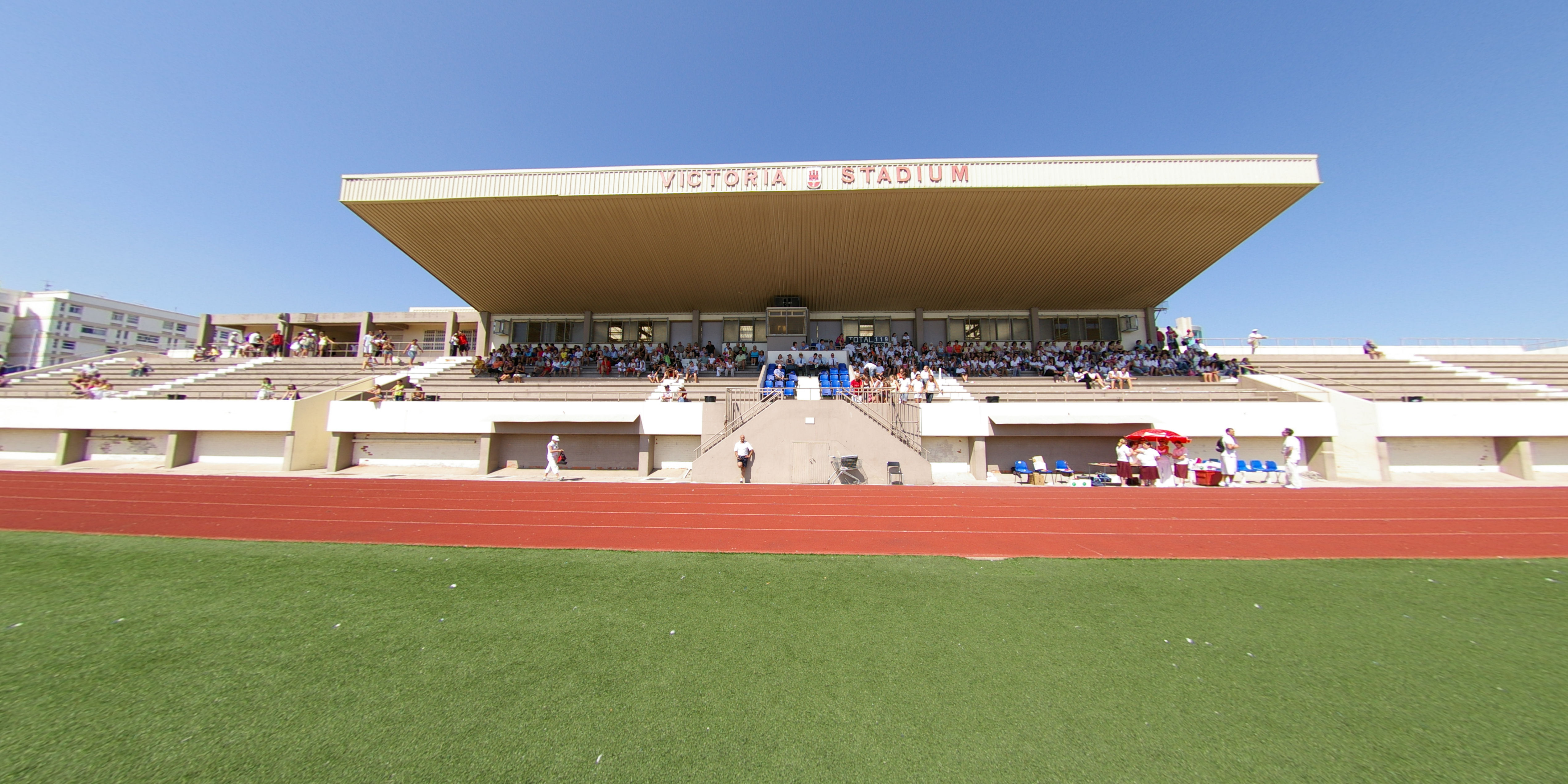
El Victoria Stadium será el escenario de las eliminatorias del conjunto local para la Eurocopa 2016 a disputarse en Francia.

La Asociación de Fútbol de Gibraltar está afiliada a la Asociación de Fútbol inglesa desde 1909.
Durante varios años realizó intentos para convertirse en miembro de pleno derecho de la FIFA para que su equipo nacional pueda participar en las competiciones internacionales. Este intento fue recibido con fuerte oposición por parte de la Real Federación Española de Fútbol. La solicitud de admisión en la FIFA se presentó en 1997. Dos años más tarde, la este organismo confirmó la apertura del procedimiento y remitió la solicitud de la Asociación de Fútbol de Gibraltar a la confederación continental, la UEFA, ya que, de acuerdo con los estatutos de la FIFA, es responsabilidad de las confederaciones conceder la condición de miembro a los solicitantes. En 2000, una delegación conjunta de la UEFA y la FIFA realizó una inspección de las instalaciones de la Asociación de Fútbol de Gibraltar y sus infraestructuras. La Real Federación Española de Fútbol nuevamente se opuso firmemente al ingreso de la GFA. Sin embargo, en 2001 la UEFA modificó sus estatutos para que sólo las asociaciones de países "reconocidos por las Naciones Unidas como Estado independiente" puedan convertirse en miembros. Por ese motivo, la UEFA rechazó la solicitud de la GFA. Sin embargo, el 13 de mayo de 2016 la Asociación de Fútbol de Gibraltar fue admitida como el miembro 211 de la FIFA.

## Miembro de la UEFA

Gibraltar es la 54.ª federación miembro de UEFA.

Tanto la FIFA como la UEFA incluyen a varias federaciones y asociaciones que no representan a naciones independientes, como Irlanda del Norte, Escocia y Gales en el Reino Unido, Puerto Rico en Estados Unidos, Taiwán (sólo reconocido por 23 países, y no por Naciones Unidas), Palestina, Islas Feroe y Nueva Caledonia. Guayana Francesa, Martinica, Guadalupe e Isla de San Martín tienen sendos equipos asociativos que, a pesar de no ser miembros de la FIFA, compiten en la CONCACAF.
La Asociación de Fútbol de Gibraltar apeló ante el máximo tribunal deportivo del mundo, el Tribunal de Arbitraje Deportivo (TAS), que en 2003 dictaminó que la admisión de la asociación gibraltareña debe ser administrada de acuerdo con los estatutos anteriores. Sin embargo, la UEFA continuó negándose en aceptar a la GFA como miembro. En agosto de 2006, el TAS falló nuevamente para que Gibraltar sea admitido como miembro pleno de la UEFA y de la FIFA, y el 8 de diciembre de 2006 se anunció que Gibraltar se convirtió en miembro provisional de la UEFA.
Sin embargo, la plena adhesión requiere el voto de los miembros de la UEFA. En los días previos a la votación, la Real Federación Española de Fútbol cabildeó contra el ingreso de Gibraltar. El presidente de dicha federación, Ángel María Villar atribuye la oposición de España al reclamo español sobre Gibraltar. También dijo que era una cuestión política y se refirió al Tratado de Utrecht de 1713. El 26 de enero de 2007 en el Congreso de la UEFA celebrado en Düsseldorf, Alemania, la solicitud de admisión formulada por Gibraltar para convertirse en miembro de pleno derecho de la UEFA fue rechazada por 45 votos en contra, 3 a favor y 4 abstenciones.
El 1 de octubre de 2012, el Comité Ejecutivo de la UEFA, reunido en San Petersburgo (Rusia) y presidido por el presidente de la organización, Michel Platini, admitió a la Asociación de Fútbol de Gibraltar como miembro provisional. Esta admisión acata una sentencia de la Tribunal de Arbitraje Deportivo de agosto de 2011. La decisión sobre la admisión definitiva de la Asociación de Fútbol de Gibraltar como miembro de pleno derecho de la UEFA se tomó en el XXXVII Congreso Ordinario de la UEFA en el Grosvenor House Hotel (en Park Lane, Londres, Inglaterra) el 24 de mayo de 2013. En la votación una clara mayoría votó a favor de admitir a Gibraltar a la UEFA y solo dos asociaciones, Bielorrusia y España, votaron en contra de la propuesta. De esta manera se convirtió en la 54.ª federación miembro.
Como parte de las celebraciones por el logro obtenido por la Asociación de Fútbol de Gibraltar, el 31 de mayo de ese año la Gibraltar Philatelic Bureau (Oficina Filatélica de Gibraltar) emitió un sello postal de 0,54 libras conmemorando el ingreso de la asociación como miembro de la UEFA.
Con menos de 30.000 habitantes, Gibraltar es, en términos de población, el miembro más pequeño de la UEFA, por detrás de las Islas Feroe (algo menos de 50.000 habitantes), San Marino (algo más de 32.000) y Liechtenstein (aproximadamente 37.000). Igual que sucede con Armenia y Azerbaiyán por un lado y Rusia y Georgia por otro, el entonces secretario general de la UEFA Gianni Infantino, confirmó que Gibraltar y España se mantendrán en grupos separados para la clasificación de la Eurocopa.

## Sistema de ligas y copas

### Fútbol masculino

#### Ligas nacionales
| División | Liga                          | Temporada más reciente | N.º        | Ascensos                 | Descensos                | Campeón más reciente       |
| -------- | ----------------------------- | ---------------------- | ---------- | ------------------------ | ------------------------ | -------------------------- |
| 1        | Premier League Gibraltareña   | 2016-17                | 10 equipos | -                        | 1 directo, y un Play-Off | Lincoln Red Imps (2015-16) |
| 2        | Segunda División de Gibraltar | 2016-17                | 9 equipos  | 1 directo, y un Play-Off | -                        | Gibraltar United (2015-16) |
| 3        | Gibraltar Reserves League     | 2016-17                | 11 equipos | -                        | -                        | Lincoln Red Imps (2015-16) |

#### Copas nacionales
| Copa                                     | Temporada más reciente | N.º        | Campeón más reciente    |
| ---------------------------------------- | ---------------------- | ---------- | ----------------------- |
| Rock Cup                                 | 2017                   | 19 equipos | Lincoln Red Imps (2016) |
| Copa Pepe Reyes                          | 2016                   | 2 equipos  | Lincoln Red Imps (2016) |
| Copa de la Primera División de Gibraltar | 2015.                  | 8 equipos  | Europa (2015)           |
| Copa de la Segunda División de Gibraltar | 2017                   | 9 equipos  | Europa Point (2016)     |
| Gibraltar Reserves Cup                   | 2015.                  | 10 equipos | Europa F.C. Res. (2015) |

### Fútbol femenino

#### Ligas nacionales
| División | Liga                     | Temporada más reciente | N.º       | Ascensos | Descensos | Campeón más reciente             |
| -------- | ------------------------ | ---------------------- | --------- | -------- | --------- | -------------------------------- |
| 1        | Gibraltar Women's League | 2016-17                | 4 equipos | -        | No Hay    | Manchester 1962 Ladies (2015-16) |

#### Copas nacionales
| Copa             | Temporada más reciente | N.º       | Campeón más reciente          |
| ---------------- | ---------------------- | --------- | ----------------------------- |
| Women's Rock Cup | 2017                   | 5 equipos | Manchester 1962 Ladies (2016) |

### Fútbol sala

#### Ligas nacionales
| División | Liga       | Temporada más reciente | N.º        | Ascensos | Descensos | Campeón más reciente          |
| -------- | ---------- | ---------------------- | ---------- | -------- | --------- | ----------------------------- |
| 1        | División 1 | 2016-17                | 6 equipos  | 2        | 2         | Lynx FC (2016-17)             |
| 2        | División 2 | 2016-17                | 10 equipos | 2        | 2         | Gunwharf FC (2015-16)         |
| 3        | División 3 | 2016-17                | 10 equipos | 2        | 2         | Gibraltar Titans FC (2015-16) |
| 4        | División 4 | 2016-17                | 10 equipos | 2        | 2         | Gibraltar United FC (2015-16) |

#### Copas nacionales
| Copa                | Temporada más reciente | N.º        | Campeón más reciente |
| ------------------- | ---------------------- | ---------- | -------------------- |
| Futsal Rock Cup     | 2017                   | 32 equipos | Lynx FC (2016)       |
| Trofeo Luis Bonavia | 2016                   | 2 equipos  | Lynx FC (2016)       |

### Fútbol callejero
| Copa                 | Temporada más reciente | N.º       | Campeón más reciente          |
| -------------------- | ---------------------- | --------- | ----------------------------- |
| Street Soccer League | Verano 2016            | 9 equipos | J.P. Haulage (Primavera 2016) |

## Equipos afiliados

### Fútbol
Anexo: Equipos de fútbol de Gibraltar
| Equipo                        | Categoría | Fundación |
| ----------------------------- | --------- | --------- |
| Angels Football Club          | 2         | 2014      |
| Boca Juniors Football Club    | 2         | 2009      |
| Cannons Football Club         | 2         | 2008      |
| College 1975 Football Club    | 2         | 2015      |
| Europa Football Club          | 1         | 1925      |
| Europa Point Football Club    | 1         | 2013      |
| Football Club Bruno's Magpies | 2         | 2013      |
| Football Club Hound Dogs      | 2         | 2012      |
| Football Club Olympique 2013  | 2         | 2013      |

| Equipo                          | Categoría | Fundación |
| ------------------------------- | --------- | --------- |
| Gibraltar Lions Football Club   | 1         | 2011      |
| Gibraltar Phoenix Football Club | 2         | 2011      |
| Gibraltar United Football Club  | 1         | 1943      |
| Glacis United Football Club     | 1         | 1965      |
| Leo Gibraltar Football Club     | 2         | 2008      |
| Lincoln Red Imps Football Club  | 1         | 1978      |
| Lynx Football Club              | 1         | 2007      |
| Manchester 1962 Football Club   | 1         | 1962      |
| Mons Calpe Sporting Club        | 1         | 2013      |
| St. Joseph's Football Club      | 1         | 1950      |

### Fútbol sala
| Equipo                                 | Cat. | Fun. |
| -------------------------------------- | ---- | ---- |
| Atlas Lions Futsal Club                | 4    | 2015 |
| Babaria Futsal Club                    | 4    | 2016 |
| Blands Group International Futsal Club | 4    | 2016 |
| Boca Juniors Futasl Club               | 3    | 2009 |
| Britannia XI Football Club             | 4    | 2015 |
| Cannons Futsal Club                    | 2    | 2014 |
| Europa Futsal club                     | 4    | 2015 |
| Futsal Club Hound Dogs                 | 3    | 2014 |
| Gibraltar Hercules Futsal Club         | 3    | 2015 |
| Gibraltar Phoenix Football Club        | 1    | 2014 |
| Gibraltar Titans Futsal Club           | 2    | 2015 |
| Gibraltar United Futsal Club           | 2    | 2015 |

| Equipo                      | Cat. | Fun. |
| --------------------------- | ---- | ---- |
| Glacis United Futsal Club   | 1    | 2014 |
| Gunwharf Futsal Club        | 1    | 2014 |
| Humphries Futsal Club       | 4    | 2015 |
| Laguna 2007 Futsal Club     | 3    | 2014 |
| Leo Bastion                 | 2    | 2014 |
| Lions Gibraltar Futsal Club | 3    | 2014 |
| Lynx Futsal Club            | 1    | 2014 |
| Macabi Alef                 | 2    | 2014 |
| Maccabi Bet Futsal Club     | 4    | 2014 |
| Mons Calpe Sporting Club    | 1    | 2014 |
| Moroccan Athletic           | 3    | 2015 |
| Newton Store Futsal Club    | 3    | 2015 |

| Equipo                           | Cat. | Fun. |
| -------------------------------- | ---- | ---- |
| Red Imps Lek Bangkok             | 3    | 2015 |
| Rock 54 Futsal Club              | 2    | 2015 |
| Rock Solid Futsal Club           | 2    | 2014 |
| Saint's New Team Futsal Club     | 3    | 2014 |
| South United Futsal Club         | 4    | 2016 |
| Special Olympics Gib Futsal Club | 3    | 2014 |
| Sporting Futsal Club             | 4    | 2016 |
| St. Joseph's Football Club       | 1    | 2016 |
| St. Joseph's South Trade         | 2    | 2014 |
| Stallions Futsal Club            | 2    | 2014 |
| VR Solutions Laguna Futsal Club  | 4    | 2016 |
| Young Boys Gibraltar             | 2    | 2014 |

## Equipos desaparecidos

### Fútbol
| Club                              | Fundación | Desaparición |
| --------------------------------- | --------- | ------------ |
| Britannia XI Football Club        | 1907      | 2016         |
| Red Imps Football Club            | 2012      | 2016         |
| College Pegasus Football Club     | 2002      | 2016         |
| Gibraltar Scorpions Football Club | 2013      | 2015         |
| Sporting Glacis Football Club     | -         | 2015         |
| Lions Pilots Football Club        | -         | 2015         |
| Chelsea Gibraltar Football Club   | -         | 2014         |
| Prince of Wales Footabll Club     | 1892      | 1954         |
| Gibraltar Football Club           | 1893      | 1940         |

### Fútbol sala
| Club                              | Fundación | Desaparición |
| --------------------------------- | --------- | ------------ |
| College 1975 Futsal Club          | 2014      | 2016         |
| Gibraltar Scorpions Football Club | 2014      | 2016         |
| Gibraltar Scorpions Futsal Club B | 2014      | 2016         |
| Lincoln Futsal Club               | 2014      | 2016         |
| Lions Gibraltar Futsal Club B     | 2014      | 2016         |
| Lions Gibraltar Futsal Club C     | 2015      | 2016         |
| Maccabi Gimal                     | 2015      | 2016         |
| Manchester 1962 Futsal Club       | 2015      | 2016         |
| Manchester 1962 Futsal Club B     | 2015      | 2016         |
| St. Joseph's Spark Energy         | 2014      | 2016         |
| College 1975 Futsal Club Res.     | 2014      | 2015         |
| Rock Pirate Futsal Club           | 2014      | 2015         |